# وادي فعرة
وادي فعرة أو وادي فعرا هي بلدة لبنانية من قضاء بعلبك في محافظة بعلبك الهرمل أو محافظة بعلبك الهرمل بموجب القانون الرقم 522 تاريخ 16 تموز 2003 المتعلق بإنشاء محافظتي عكار وبعلبك الهرمل.
تبعد نحو 140 كلم عن العاصمة بيروت و50 كلم عن بعلبك، ترتفع 1150 م ويصل ارتفاعها إلى 2.100 م عن سطح البحر، وتمتد على مساحة 2.700 هكتار أي 27 كلم مربع، يمكن الوصول إليها عبر سلوك طريق بعلبك - العين - زبود.
وتضم بلدة وادي فعرة ثلاث مناطق هي: عقبة، محليسة، خربة

## أصل التسمية
يعود أصل التسمية إلى اللغة السريانية (PE-RA) وتعني الشق والحفرة العميقة، وتحتضن هذه البلدة آثاراً قديمة ومهمة منها ما يعتقد انه محكمة محفورة في الصخور بالإضافة إلى مغاور وكهوف وآبار لجمع المياه. لكن صعوبة الوصول إلى هذه الآثار يجعلها مهملة.

## أماكن تراثية وأثرية
تحتضن بلدة وادي فعرة أثارا قديمة ومهمة، رومانية في حي الخربة وبقايا آثار إسلامية، منها ما يعتقد أنه محكمة محفورة في الصخور بالإضافة إلى مغاور وكهوف وآبار لجمع المياه، لكن صعوبة الوصول إلى هذه الأثار يجعلها مهملة.

## السكان
يقدر عدد السكان المسجلين بحوالي 1.500 نسمة لا يقيم منهم في البلدة سوى نحو 25 فردًا ويتوزع الآخرون على بعلبك، الجديدة، بيروت. ويبلغ عدد المنازل 50 منزلا، وتعود قلة السكان إلى عدم توفر فرص العمل وصعوبة الحياة في الوادي نظراً لعدم توفر الخدمات الأساسية، لا سيما التعليم والصحة.

يبلغ عدد الناخبين 1050 ناخباً، والقسم الأكبر منهم من عائلة شعيب، ويتوزعون على العائلات التالية: شعيب، مدلج، النمر، جابر وقصار. وترتبط هذه العائلات بمصاهرات مع عائلة شعيب، بحيث يمكن القول انها بلدة العائلة الواحدة.

جرود وادي فعرة في بداية الشتاء

## السلطات المحلية
يوجد في البلدة مجلس بلدي مؤلف من تسعة أعضاء، ومختار وهيئة اختيارية مؤلفة من 3 أعضاء.
رئيس البلدية: نعمة رياض شعيب.
وقد تمكنت البلدية بالرغم من ضآلة الامكانيات المادية من تحقيق عدة انجازات بغية إبقاء الأهالي المقيمين أو المساهمة في عودة النازحين والمهاجرين، ومن هذه الانجازات، نذكر: َ
- شق طرقات زراعية
- توسيع الطريق الرئيس في البلدة وتشجيره
- تأمين شبكات المياه
- مد خطوط الكهرباء
- تعبيد الطرقات التي تربط بالقرى المجاورة [1]

## المؤسسات التربوية
يوجد في القرية مدرسة ابتدائية انخفض عدد طلابها على مر السنوات نتيجة لتقلّص نسبة السكان. ففي العام الدراسي 1997-1998 بلغ عدد الطلاب 10 فقط، ما دفع بالدولة إلى اغلاق المدرسة في العام 2001، بعدما انخفض عدد طلابها إلى ثلاثة.

## الحياة الاقتصادية
نزح السكان عن البلدة نظراً لغياب مقومات الحياة الاقتصادية وفرص العمل بينما يعمل المقيمون فيها في مجال الزراعة وتربية الماشية والنحل. 
يطرح واقع بلدة وادي فعرا والحياة فيها قضية املاك الدولة في القرى والأرياف البعيدة، ويسلّط الضوء على ضرورة السماح للمقيمين باستثمار أقسام منها ما يعود على الدولة بعائدات مالية، كما تسمح بالحد من الهجرة والنزوح وربما بعودة المقيمين خارج البلدة لاستثمار الأرض.
تشكل بلدة وادي فعرا مثالاً حيّاً عن النزوح من القرية إلى المدينة سعياً وراء فرص العمل، فتتحول القرى إلى خرائب واطلال مع مرور السنوات.
بلدة وادي فعرة قرية تملك ثروة حرجية بكميات كبيرة، أشهرها: السنديان واللزاب والسرو والملول إضافة إلى الأشجار المثمرة: كالإج!اص واللوز والمشمش والكرز والتفاح والزيتون وسواها وأنواع عديدة من الأعشاب البرية التي تدخل في صناعة طب الأعشاب مثل: (الروندلف) أي الريباس والبابونج والزوفا والزعتر البري والنعناع البري وغيرها... 
هذا وتحيط بها الأحراج التي تضم الكثير من الأشجار المعمرة، والتي هي كناية عن أنواع متعددة من أشجار السرو، وأنواع من الأشجار المثمرة المتنوعة سيما الإجّاص البري، والتي تتطلب تحويلها لمحمية خاصة تحت إشراف الإدارت الرسمية المختصة، حفاظا على الثروة الحرجية وضمان لإستمرارية الحياة الحيوانية البرية التي تضم العديد من الأنواع التي تنقرض شيئا فشيئا بسبب الصيد.